# LW Гидры
LW Гидры (лат. LW Hydrae) — тройная звезда в созвездии Гидры на расстоянии приблизительно 408 световых лет (около 125 парсек) от Солнца. Видимая звёздная величина звезды — от +9,63m до +9,56m.
Горячий компонент (белый карлик) открыт Майклом Гревингом и Лучаной Бьянки в 1988 году*.

## Характеристики
Первый компонент — жёлтая вращающаяся отражающая переменная звезда (R:) спектрального класса G8III-IV, или G8IV, или K5. Масса — около 1,065 солнечной, радиус — около 2,35 солнечного, светимость — около 2,386 солнечной. Эффективная температура — около 5274 K.
Второй компонент — белый карлик спектрального класса DAO.63, или DAO. Масса — около 0,533 солнечной*. Эффективная температура — около 79983 K.
Третий компонент — красный карлик спектрального класса M. Масса — около 197,93 юпитерианской (0,1889 солнечной). Удалён в среднем на 1,527 а.е..